# Urocystis colchici
Charbon de la colchique
Espèce
Urocystis colchici est une espèce de champignons (Fungi) de la famille des Urocystidaceae et du genre Urocystis. Ce phytopathogène holarctique assez rare provoque la maladie cryptogamique du charbon nommée charbon de la colchique sur les feuilles de certaines Colchiques, principalement la Colchique d'automne.

## Description

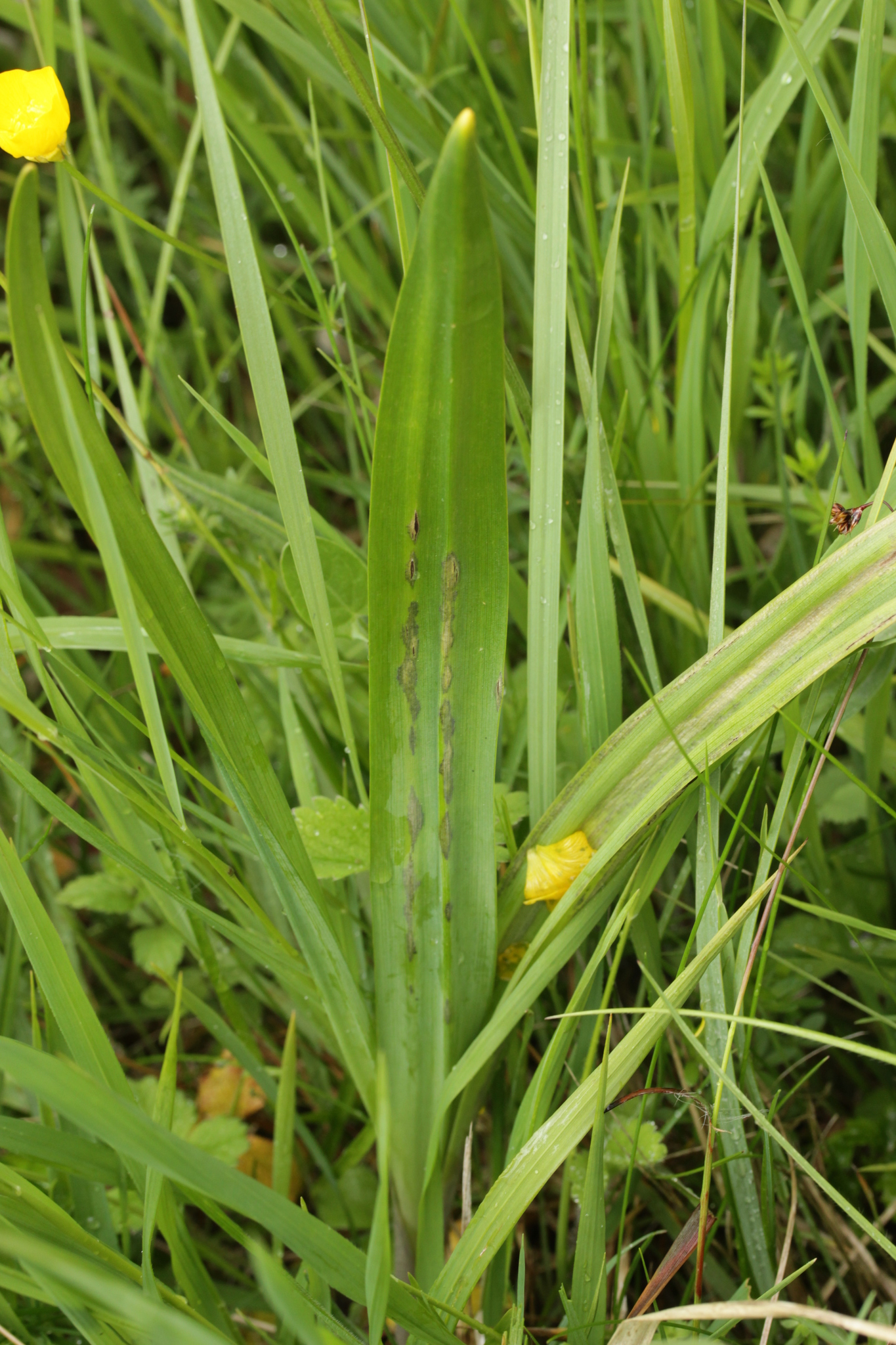
Urocystis colchici sur un Colchique d'automne.

Les symptômes du charbon de la colchique se présentent sous la forme de sores sur les feuilles et les pétioles mesurant jusqu'à 10 mm de long pour 3 mm de large. Ils présentent des callosités légèrement surélevées, pustuleuses, allongées, de taille et de forme différentes, souvent confluentes, visibles des deux côtés de la feuille, d'abord de couleur plomb et recouvertes par l'épiderme. À maturité, elles finissent par se déchirer irrégulièrement et libérer une masse brun noirâtre, granuleuse et poudreuse de spores globuleuses à irrégulières rassemblées en boules et plus ou moins entièrement entourées de cellules stériles plus petites et plus claires,,.
Les boules de spores sont globuleuses, subglobuleuses ou ovoïdes à irrégulières. Elles mesurent de 20 à 40 μm de diamètre et sont composées de 1 à 3 spores. Les spores sont globuleuses, subglobuleuses, ovoïdes, irrégulièrement oblongues ou subpolymériques. Elles mesurent de 9 à 15 μm de long pour 12 à 20 μm de large. Elles sont lisses et colorées d'un brun rougeâtre. Les cellules stériles sont subglobuleuses, ovoïdes à irrégulières. Elles mesurent de 5 à 10 μm de long pour 6 à 15 μm. Elles sont colorées d'un jaune clair et présentent une paroi lisse de 1 à 2 μm d'épaisseur, s'affaissant lors du séchage,.

Urocystis colchici sur un Colchique d'automne
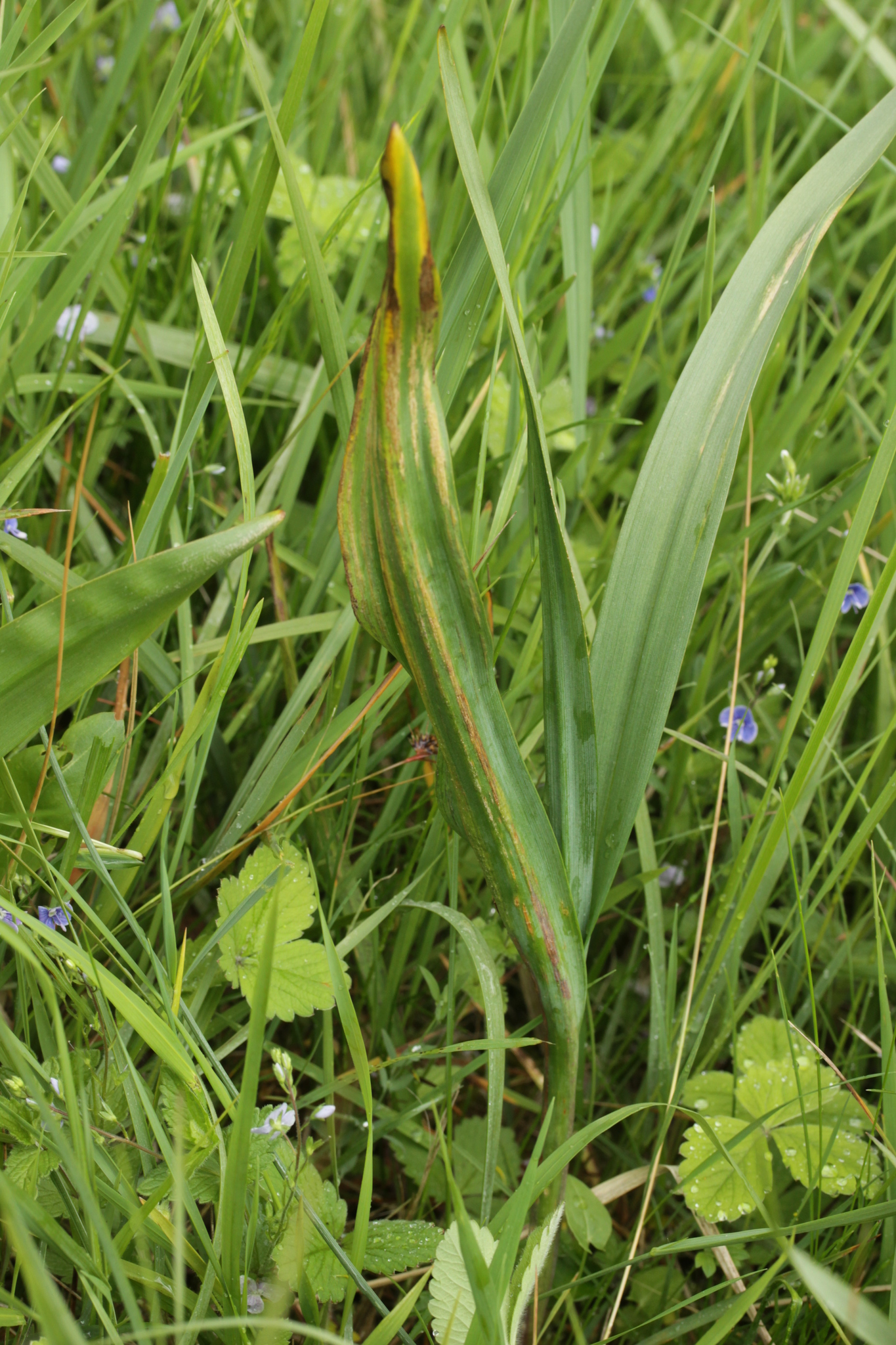
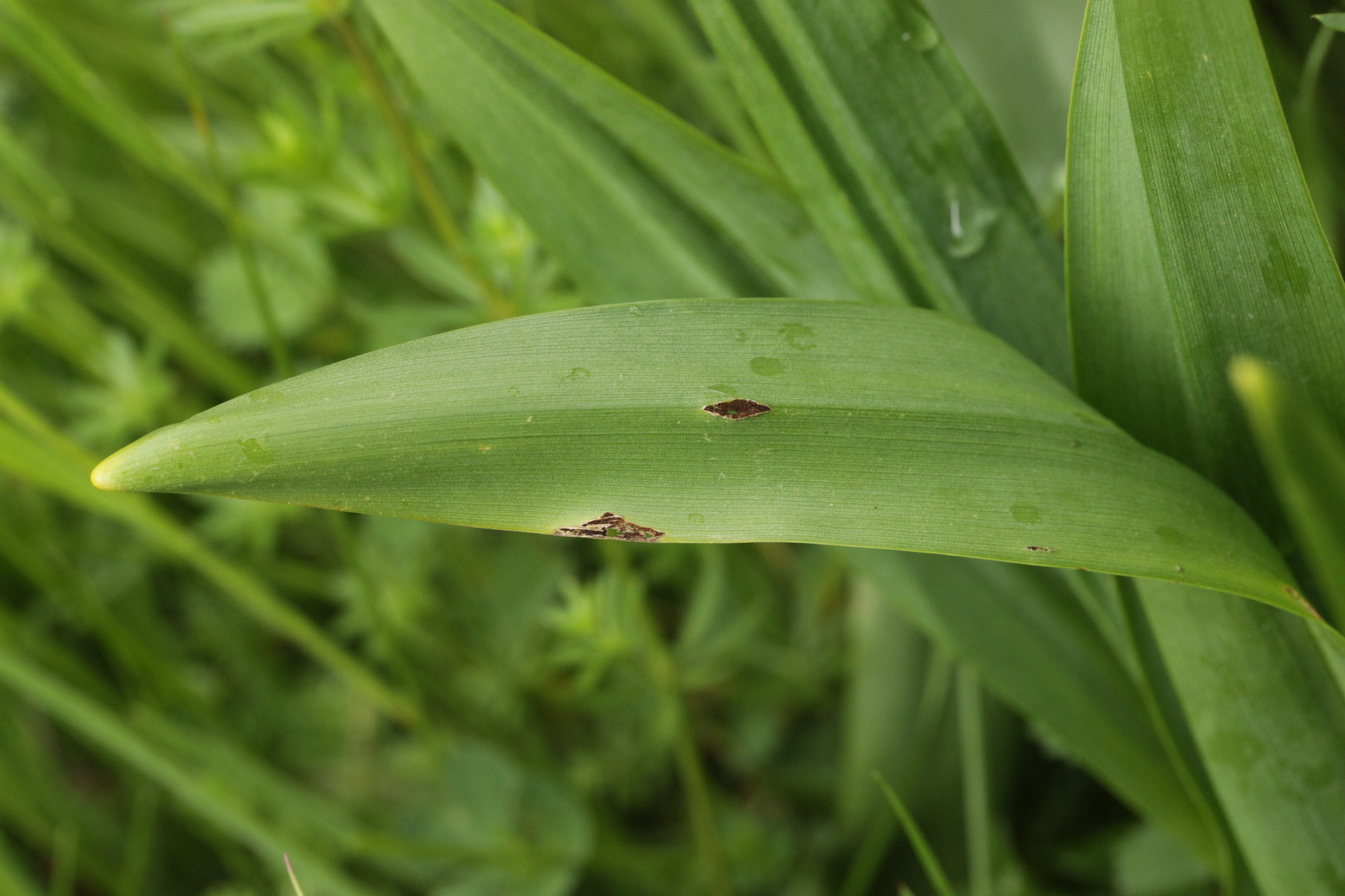
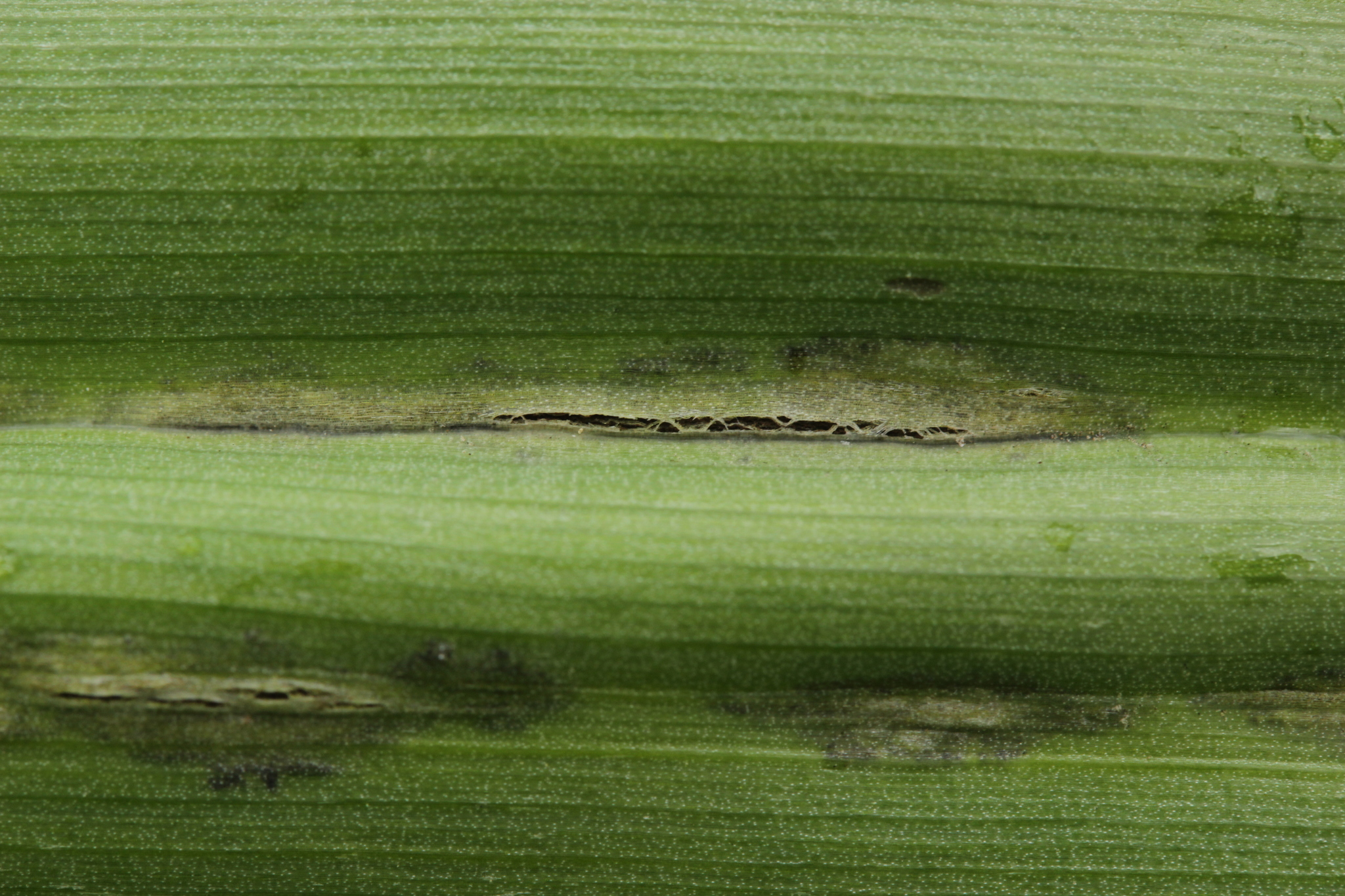
Sores.
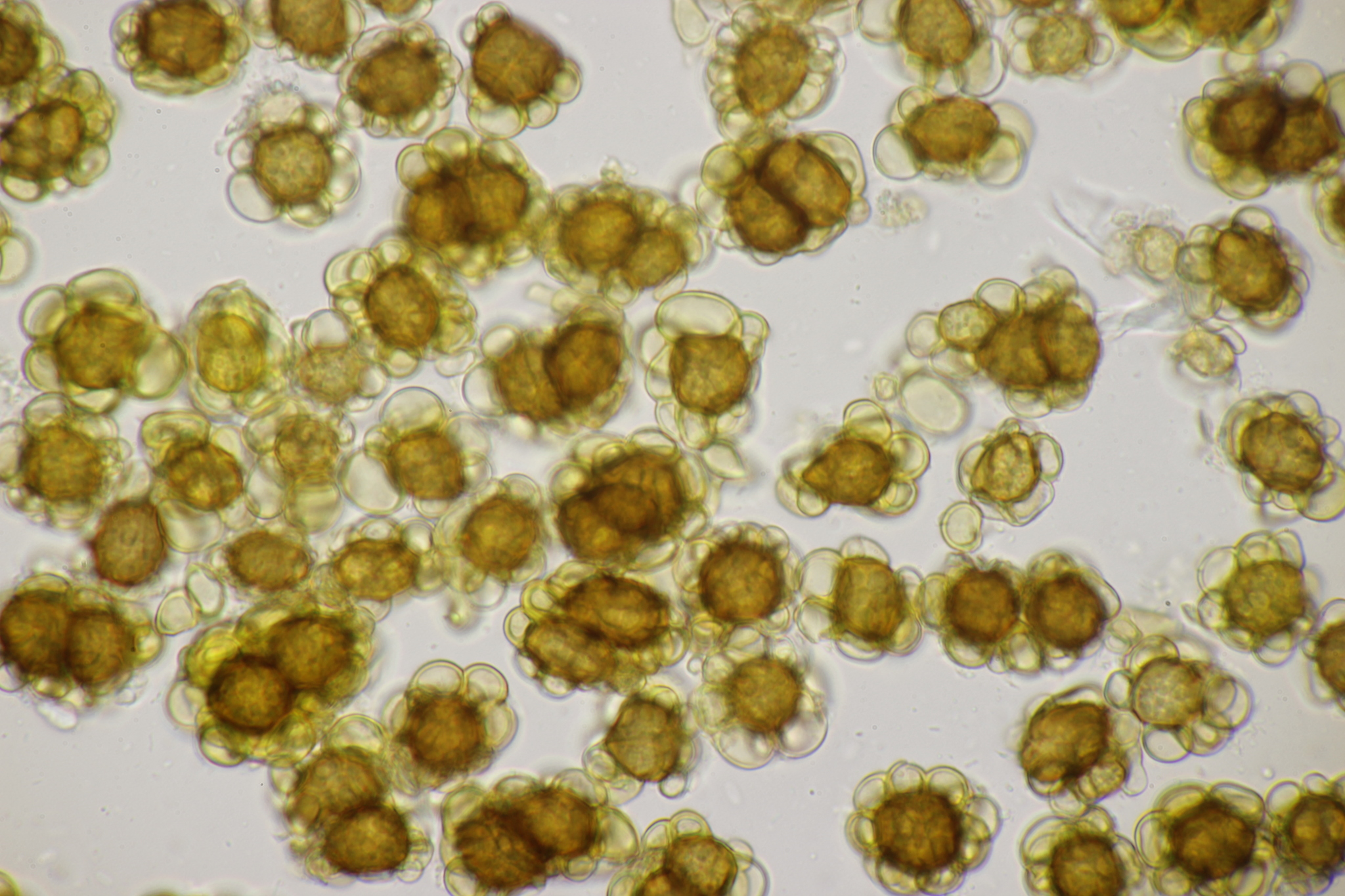
Boules de spores.

## Répartition
Urocystis colchici est distribué sur l'ensemble de l'écozone holarctique, c'est-à-dire sur les continents Nord-américain, asiatique et européen ainsi qu'en Afrique du Nord. Elle est considérée comme assez rare en Europe.

## Impact parasitaire
Urocystis colchici est un phytopathogène exclusif du genre Colchicum. En Europe, il est essentiellement référencé sur Colchicum autumnale, où il est dispersé, et beaucoup plus rarement dans les cultures de C. longifolium. D'autres mentions le signalent sur Colchicum arenarium, C. bivonae, C. boissieri, C. bornmuelleri, C. neapolitanum, C. persicum, C. speciosum, C. triphyllum et C. turcicum. D'un point de vue général, il n'est que rarement récolté en raison de la fugacité de sa sporulation et de son mode de vie souterrain,.
L'infection est systémique. Le champignon passe l'été et l'hiver dans les bulbes. La maladie peut apparaître chaque année et peut être transmise aux bulbilles nouvellement formées. Elle est visible d'avril à juillet en Europe centrale.

## Espèce proche
Urocystis bulbocodii est une espèce proche qui se développe dans les cultures d'une autre Colchicaceae au nord de l'Europe : Bulbocodium vernum. Ses sores sont similaires mais les boules de spores sont composées de 1 à 5 spores et occasionnellement jusqu'à 9,.

## Synonymie
Urocystis colchici a pour synonymes :
- Caeoma colchici Schltdl. (basionyme)
- Polycystis colchici (Schltdl.) F.Strauss
- Polycystis colchici (Schltdl.) Lév.
- Tuburcinia cochici (Schltdl.) Liro
- Tuburcinia colchici (Schltdl.) Liro
- Uredo colchici Link

Une variété pathogène de l'oignon (Allium cepa) nommée Urocystis colchici var. cepulae Cooke a été synonymisée avec Urocystis magica Pass.